# اليوم العالمي للحيوان
اليوم العالمي للحيوان (بالإنجليزية:World Animal Day) هو يوم دولي للعمل من أجل حقوق الحيوان سنوي تم اختياره بتاريخ 4 أكتوبر، يوم إحياء ذكرى القديس الكاثوليكي فرنسيس الأسيزي الذي كان ينادي بالرفق بالحيوانات. تم اتخاذ قرار الاحتفال بهذا العيد في المؤتمر الدولي لحركة حماية الطبيعة، الذي عقد في فلورنسا، بايطاليا عام 1931, الذين يرغبون في تسليط الضوء على محنة الأنواع مهددة بالانقراض.
اليوم العالمي للحيوان هو حدث عالمي يوحد حركة حماية الحيوان، بقيادة ورعاية مؤسسة ناتوريواتش الخيرية لرعاية الحيوان مقرها المملكة المتحدة، منذ عام 2003.
وضعت المبادئ للحفاظ على الحيونات من الأنقراض بواسطة الجمعية الدولية لحقوق الحيوان بمناسبة الاجتماع الدولي لحقوق الحيوان الذي تم انعقاده في لندن يوم 21 إلى 23 سبتمبر 1977 , وأعلن عن الإعلان العالمي لحقوق الحيوان في باريس في 15 أكتوبر 1978 في مقر اليونيسكو، وقدم النص المنقح من قبل الجمعية الدولية لحقوق الحيوان في 1989 إلى المدير العام لليونيسكو وصدور الإعلان العالمي لحقوق الحيوان في عام 1990 .
هناك أيام أخرى مرتبطة بحقوق الحيوانات مهمة جدا مثل: اليوم العالمي للحيوانات المختبرية في 24 أبريل و اليوم العالمي للحياة البرية يوم 3 مارس.

## روابط خارجية
- الموقع الرسمي